# Jaktlag
Jaktlag kallas en sammanslutning som bedriver jakt. Ett jaktlag kan vara allt ifrån små informella grupper på 3–6 personer till stora jaktklubbar eller jaktvårdsområden där 20–30 personer ingår. Ett jaktlag kan antingen vara markägare som jagar tillsammans på egna marker eller en/flera grupp/-er som arrenderar en jaktmark eller en kombination av markägare och jaktarrendatorer. Större jaktlag kan antingen organiseras som en förening (både ideell och ekonomisk) med ordförande, sekreterare och kassör eller i bolagsform. En viktig funktion i ett jaktlag är jaktledaren som leder och organiserar jakten samt ansvarar för säkerheten.